# Eleições parlamentares europeias de 1987 no distrito de Santarém
| Eleições parlamentares europeias de 1987 Distritos: Aveiro \| Beja \| Braga \| Bragança \| Castelo Branco \| Coimbra \| Évora \| Faro \| Guarda \| Leiria \| Lisboa \| Portalegre \| Porto \| Santarém \| Setúbal \| Viana do Castelo \| Vila Real \| Viseu \| Açores \| Madeira \| Estrangeiro |

## Resultados por concelho
Os resultados nos concelhos do Distrito de Santarém foram os seguintes:

### Abrantes
| Partido                 | Partido                           | Votos  | %               |
| ----------------------- | --------------------------------- | ------ | --------------- |
|                         | Partido Social Democrata          | 8 640  | 30,98 / 100,00  |
|                         | Partido Socialista                | 7 474  | 26,80 / 100,00  |
|                         | Centro Democrático Social         | 3 517  | 12,61 / 100,00  |
|                         | Coligação Democrática Unitária    | 2 974  | 10,66 / 100,00  |
|                         | Partido Renovador Democrático     | 2 262  | 8,11 / 100,00   |
|                         | Partido Popular Monárquico        | 671    | 2,41 / 100,00   |
|                         | União Democrática Popular         | 347    | 1,24 / 100,00   |
|                         | Partido Socialista Revolucionário | 282    | 1,01 / 100,00   |
|                         | Outros (com menos de 1,00%)       | 743    | 2,66 / 100,00   |
| Votos Inválidos         | Votos Inválidos                   | 981    | 3,52 / 100,00   |
| Total                   | Total                             | 27 891 | 100,00 / 100,00 |
| Eleitorado/Participação | Eleitorado/Participação           | 38 879 | 71,74 / 100,00  |

### Alcanena
| Partido                 | Partido                        | Votos  | %               |
| ----------------------- | ------------------------------ | ------ | --------------- |
|                         | Partido Social Democrata       | 2 767  | 31,94 / 100,00  |
|                         | Partido Socialista             | 2 444  | 28,21 / 100,00  |
|                         | Centro Democrático Social      | 1 587  | 18,32 / 100,00  |
|                         | Coligação Democrática Unitária | 869    | 10,03 / 100,00  |
|                         | Partido Renovador Democrático  | 329    | 3,80 / 100,00   |
|                         | Partido Popular Monárquico     | 208    | 2,40 / 100,00   |
|                         | Outros (com menos de 1,00%)    | 212    | 2,43 / 100,00   |
| Votos Inválidos         | Votos Inválidos                | 247    | 2,85 / 100,00   |
| Total                   | Total                          | 8 663  | 100,00 / 100,00 |
| Eleitorado/Participação | Eleitorado/Participação        | 11 578 | 74,82 / 100,00  |

### Almeirim
| Partido                 | Partido                           | Votos  | %               |
| ----------------------- | --------------------------------- | ------ | --------------- |
|                         | Partido Social Democrata          | 3 499  | 29,04 / 100,00  |
|                         | Partido Socialista                | 3 191  | 26,48 / 100,00  |
|                         | Coligação Democrática Unitária    | 2 166  | 17,98 / 100,00  |
|                         | Partido Renovador Democrático     | 1 180  | 9,79 / 100,00   |
|                         | Centro Democrático Social         | 1 030  | 8,55 / 100,00   |
|                         | Partido Popular Monárquico        | 205    | 1,70 / 100,00   |
|                         | Partido Socialista Revolucionário | 137    | 1,14 / 100,00   |
|                         | Outros (com menos de 1,00%)       | 340    | 2,82 / 100,00   |
| Votos Inválidos         | Votos Inválidos                   | 302    | 2,51 / 100,00   |
| Total                   | Total                             | 12 050 | 100,00 / 100,00 |
| Eleitorado/Participação | Eleitorado/Participação           | 16 786 | 71,79 / 100,00  |

### Alpiarça
| Partido                 | Partido                        | Votos | %               |
| ----------------------- | ------------------------------ | ----- | --------------- |
|                         | Coligação Democrática Unitária | 2 410 | 48,82 / 100,00  |
|                         | Partido Social Democrata       | 783   | 15,86 / 100,00  |
|                         | Partido Socialista             | 624   | 12,64 / 100,00  |
|                         | Partido Renovador Democrático  | 407   | 8,25 / 100,00   |
|                         | Centro Democrático Social      | 267   | 5,41 / 100,00   |
|                         | Partido Popular Monárquico     | 83    | 1,68 / 100,00   |
|                         | União Democrática Popular      | 70    | 1,42 / 100,00   |
|                         | Outros (com menos de 1,00%)    | 143   | 2,90 / 100,00   |
| Votos Inválidos         | Votos Inválidos                | 149   | 3,02 / 100,00   |
| Total                   | Total                          | 4 936 | 100,00 / 100,00 |
| Eleitorado/Participação | Eleitorado/Participação        | 6 591 | 74,89 / 100,00  |

### Benavente
| Partido                 | Partido                        | Votos  | %               |
| ----------------------- | ------------------------------ | ------ | --------------- |
|                         | Coligação Democrática Unitária | 2 920  | 31,76 / 100,00  |
|                         | Partido Social Democrata       | 2 186  | 23,78 / 100,00  |
|                         | Partido Socialista             | 1 745  | 18,98 / 100,00  |
|                         | Centro Democrático Social      | 842    | 9,16 / 100,00   |
|                         | Partido Renovador Democrático  | 638    | 6,94 / 100,00   |
|                         | Partido Popular Monárquico     | 229    | 2,49 / 100,00   |
|                         | União Democrática Popular      | 94     | 1,02 / 100,00   |
|                         | Outros (com menos de 1,00%)    | 272    | 2,96 / 100,00   |
| Votos Inválidos         | Votos Inválidos                | 267    | 2,90 / 100,00   |
| Total                   | Total                          | 9 193  | 100,00 / 100,00 |
| Eleitorado/Participação | Eleitorado/Participação        | 13 217 | 69,55 / 100,00  |

### Cartaxo
| Partido                 | Partido                        | Votos  | %               |
| ----------------------- | ------------------------------ | ------ | --------------- |
|                         | Partido Social Democrata       | 3 535  | 27,68 / 100,00  |
|                         | Partido Socialista             | 3 400  | 26,62 / 100,00  |
|                         | Partido Renovador Democrático  | 1 715  | 13,43 / 100,00  |
|                         | Coligação Democrática Unitária | 1 707  | 13,37 / 100,00  |
|                         | Centro Democrático Social      | 1 188  | 9,30 / 100,00   |
|                         | Partido Popular Monárquico     | 312    | 2,44 / 100,00   |
|                         | Outros (com menos de 1,00%)    | 515    | 4,04 / 100,00   |
| Votos Inválidos         | Votos Inválidos                | 399    | 3,12 / 100,00   |
| Total                   | Total                          | 12 771 | 100,00 / 100,00 |
| Eleitorado/Participação | Eleitorado/Participação        | 17 403 | 73,38 / 100,00  |

### Chamusca
| Partido                 | Partido                           | Votos  | %               |
| ----------------------- | --------------------------------- | ------ | --------------- |
|                         | Partido Socialista                | 1 768  | 23,93 / 100,00  |
|                         | Coligação Democrática Unitária    | 1 752  | 23,72 / 100,00  |
|                         | Partido Social Democrata          | 1 694  | 22,93 / 100,00  |
|                         | Partido Renovador Democrático     | 735    | 9,95 / 100,00   |
|                         | Centro Democrático Social         | 692    | 9,37 / 100,00   |
|                         | Partido Popular Monárquico        | 120    | 1,62 / 100,00   |
|                         | União Democrática Popular         | 82     | 1,11 / 100,00   |
|                         | Partido Socialista Revolucionário | 81     | 1,10 / 100,00   |
|                         | Outros (com menos de 1,00%)       | 193    | 2,61 / 100,00   |
| Votos Inválidos         | Votos Inválidos                   | 270    | 3,66 / 100,00   |
| Total                   | Total                             | 7 387  | 100,00 / 100,00 |
| Eleitorado/Participação | Eleitorado/Participação           | 10 645 | 69,39 / 100,00  |

### Constância
| Partido                 | Partido                           | Votos | %               |
| ----------------------- | --------------------------------- | ----- | --------------- |
|                         | Partido Socialista                | 710   | 31,09 / 100,00  |
|                         | Partido Social Democrata          | 648   | 28,37 / 100,00  |
|                         | Centro Democrático Social         | 304   | 13,31 / 100,00  |
|                         | Coligação Democrática Unitária    | 209   | 9,15 / 100,00   |
|                         | Partido Renovador Democrático     | 161   | 7,05 / 100,00   |
|                         | Partido Popular Monárquico        | 50    | 2,19 / 100,00   |
|                         | Partido Socialista Revolucionário | 32    | 1,40 / 100,00   |
|                         | União Democrática Popular         | 23    | 1,01 / 100,00   |
|                         | Outros (com menos de 1,00%)       | 55    | 2,40 / 100,00   |
| Votos Inválidos         | Votos Inválidos                   | 92    | 4,03 / 100,00   |
| Total                   | Total                             | 2 284 | 100,00 / 100,00 |
| Eleitorado/Participação | Eleitorado/Participação           | 3 130 | 72,97 / 100,00  |

### Coruche
| Partido                 | Partido                           | Votos  | %               |
| ----------------------- | --------------------------------- | ------ | --------------- |
|                         | Coligação Democrática Unitária    | 5 231  | 34,97 / 100,00  |
|                         | Partido Social Democrata          | 3 444  | 23,02 / 100,00  |
|                         | Partido Socialista                | 2 400  | 16,04 / 100,00  |
|                         | Partido Renovador Democrático     | 1 545  | 10,33 / 100,00  |
|                         | Centro Democrático Social         | 1 142  | 7,63 / 100,00   |
|                         | Partido Popular Monárquico        | 278    | 1,86 / 100,00   |
|                         | Partido Socialista Revolucionário | 149    | 1,00 / 100,00   |
|                         | Outros (com menos de 1,00%)       | 376    | 2,51 / 100,00   |
| Votos Inválidos         | Votos Inválidos                   | 395    | 2,64 / 100,00   |
| Total                   | Total                             | 14 960 | 100,00 / 100,00 |
| Eleitorado/Participação | Eleitorado/Participação           | 21 200 | 70,57 / 100,00  |

### Entroncamento
| Partido                 | Partido                        | Votos  | %               |
| ----------------------- | ------------------------------ | ------ | --------------- |
|                         | Partido Socialista             | 2 465  | 32,29 / 100,00  |
|                         | Partido Social Democrata       | 2 182  | 28,58 / 100,00  |
|                         | Centro Democrático Social      | 956    | 12,52 / 100,00  |
|                         | Coligação Democrática Unitária | 751    | 9,84 / 100,00   |
|                         | Partido Renovador Democrático  | 648    | 8,49 / 100,00   |
|                         | Partido Popular Monárquico     | 235    | 3,08 / 100,00   |
|                         | União Democrática Popular      | 80     | 1,05 / 100,00   |
|                         | Outros (com menos de 1,00%)    | 154    | 2,02 / 100,00   |
| Votos Inválidos         | Votos Inválidos                | 164    | 2,15 / 100,00   |
| Total                   | Total                          | 7 635  | 100,00 / 100,00 |
| Eleitorado/Participação | Eleitorado/Participação        | 10 290 | 74,20 / 100,00  |

### Ferreira do Zêzere
| Partido                 | Partido                        | Votos | %               |
| ----------------------- | ------------------------------ | ----- | --------------- |
|                         | Partido Social Democrata       | 4 171 | 62,48 / 100,00  |
|                         | Partido Socialista             | 899   | 13,47 / 100,00  |
|                         | Centro Democrático Social      | 891   | 13,35 / 100,00  |
|                         | Partido Renovador Democrático  | 109   | 1,63 / 100,00   |
|                         | Coligação Democrática Unitária | 103   | 1,54 / 100,00   |
|                         | Partido Popular Monárquico     | 96    | 1,44 / 100,00   |
|                         | Partido da Democracia Cristã   | 73    | 1,09 / 100,00   |
|                         | Outros (com menos de 1,00%)    | 80    | 1,19 / 100,00   |
| Votos Inválidos         | Votos Inválidos                | 254   | 3,80 / 100,00   |
| Total                   | Total                          | 6 676 | 100,00 / 100,00 |
| Eleitorado/Participação | Eleitorado/Participação        | 9 269 | 72,03 / 100,00  |

### Golegã
| Partido                 | Partido                           | Votos | %               |
| ----------------------- | --------------------------------- | ----- | --------------- |
|                         | Partido Social Democrata          | 862   | 24,39 / 100,00  |
|                         | Partido Socialista                | 831   | 23,51 / 100,00  |
|                         | Coligação Democrática Unitária    | 661   | 18,70 / 100,00  |
|                         | Partido Renovador Democrático     | 440   | 12,45 / 100,00  |
|                         | Centro Democrático Social         | 402   | 11,38 / 100,00  |
|                         | Partido Popular Monárquico        | 62    | 1,75 / 100,00   |
|                         | Partido Socialista Revolucionário | 44    | 1,25 / 100,00   |
|                         | Movimento Democrático Português   | 39    | 1,10 / 100,00   |
|                         | Outros (com menos de 1,00%)       | 92    | 2,60 / 100,00   |
| Votos Inválidos         | Votos Inválidos                   | 101   | 2,86 / 100,00   |
| Total                   | Total                             | 3 534 | 100,00 / 100,00 |
| Eleitorado/Participação | Eleitorado/Participação           | 4 664 | 75,77 / 100,00  |

### Mação
| Partido                 | Partido                        | Votos | %               |
| ----------------------- | ------------------------------ | ----- | --------------- |
|                         | Partido Social Democrata       | 3 888 | 51,29 / 100,00  |
|                         | Partido Socialista             | 1 414 | 18,65 / 100,00  |
|                         | Centro Democrático Social      | 1 161 | 15,32 / 100,00  |
|                         | Coligação Democrática Unitária | 231   | 3,05 / 100,00   |
|                         | Partido Renovador Democrático  | 200   | 2,64 / 100,00   |
|                         | Partido Popular Monárquico     | 150   | 1,98 / 100,00   |
|                         | Outros (com menos de 1,00%)    | 251   | 3,32 / 100,00   |
| Votos Inválidos         | Votos Inválidos                | 285   | 3,76 / 100,00   |
| Total                   | Total                          | 7 580 | 100,00 / 100,00 |
| Eleitorado/Participação | Eleitorado/Participação        | 9 972 | 76,01 / 100,00  |

### Ourém
| Partido                 | Partido                        | Votos  | %               |
| ----------------------- | ------------------------------ | ------ | --------------- |
|                         | Partido Social Democrata       | 14 071 | 56,59 / 100,00  |
|                         | Centro Democrático Social      | 6 461  | 25,99 / 100,00  |
|                         | Partido Socialista             | 2 292  | 9,22 / 100,00   |
|                         | Partido Popular Monárquico     | 395    | 1,59 / 100,00   |
|                         | Coligação Democrática Unitária | 263    | 1,06 / 100,00   |
|                         | Partido da Democracia Cristã   | 248    | 1,00 / 100,00   |
|                         | Outros (com menos de 1,00%)    | 466    | 1,88 / 100,00   |
| Votos Inválidos         | Votos Inválidos                | 668    | 2,69 / 100,00   |
| Total                   | Total                          | 24 864 | 100,00 / 100,00 |
| Eleitorado/Participação | Eleitorado/Participação        | 32 753 | 75,91 / 100,00  |

### Rio Maior
| Partido                 | Partido                        | Votos  | %               |
| ----------------------- | ------------------------------ | ------ | --------------- |
|                         | Partido Social Democrata       | 6 496  | 53,21 / 100,00  |
|                         | Partido Socialista             | 2 240  | 18,35 / 100,00  |
|                         | Centro Democrático Social      | 2 021  | 16,55 / 100,00  |
|                         | Coligação Democrática Unitária | 344    | 2,82 / 100,00   |
|                         | Partido Popular Monárquico     | 275    | 2,25 / 100,00   |
|                         | Partido Renovador Democrático  | 251    | 2,06 / 100,00   |
|                         | Outros (com menos de 1,00%)    | 259    | 2,13 / 100,00   |
| Votos Inválidos         | Votos Inválidos                | 323    | 2,65 / 100,00   |
| Total                   | Total                          | 12 209 | 100,00 / 100,00 |
| Eleitorado/Participação | Eleitorado/Participação        | 16 205 | 75,34 / 100,00  |

### Salvaterra de Magos
| Partido                 | Partido                           | Votos  | %               |
| ----------------------- | --------------------------------- | ------ | --------------- |
|                         | Partido Social Democrata          | 2 699  | 28,09 / 100,00  |
|                         | Partido Socialista                | 2 543  | 26,46 / 100,00  |
|                         | Coligação Democrática Unitária    | 1 592  | 16,57 / 100,00  |
|                         | Partido Renovador Democrático     | 978    | 10,18 / 100,00  |
|                         | Centro Democrático Social         | 833    | 8,67 / 100,00   |
|                         | Partido Popular Monárquico        | 205    | 2,13 / 100,00   |
|                         | Partido Socialista Revolucionário | 103    | 1,07 / 100,00   |
|                         | Outros (com menos de 1,00%)       | 317    | 3,30 / 100,00   |
| Votos Inválidos         | Votos Inválidos                   | 340    | 3,54 / 100,00   |
| Total                   | Total                             | 9 610  | 100,00 / 100,00 |
| Eleitorado/Participação | Eleitorado/Participação           | 14 737 | 65,21 / 100,00  |

### Santarém
| Partido                 | Partido                        | Votos  | %               |
| ----------------------- | ------------------------------ | ------ | --------------- |
|                         | Partido Social Democrata       | 12 467 | 32,59 / 100,00  |
|                         | Partido Socialista             | 10 729 | 28,05 / 100,00  |
|                         | Centro Democrático Social      | 4 986  | 13,04 / 100,00  |
|                         | Coligação Democrática Unitária | 4 022  | 10,52 / 100,00  |
|                         | Partido Renovador Democrático  | 2 400  | 6,27 / 100,00   |
|                         | Partido Popular Monárquico     | 1 168  | 3,05 / 100,00   |
|                         | Outros (com menos de 1,00%)    | 1 352  | 3,53 / 100,00   |
| Votos Inválidos         | Votos Inválidos                | 1 126  | 2,94 / 100,00   |
| Total                   | Total                          | 38 250 | 100,00 / 100,00 |
| Eleitorado/Participação | Eleitorado/Participação        | 51 746 | 73,92 / 100,00  |

### Sardoal
| Partido                 | Partido                           | Votos | %               |
| ----------------------- | --------------------------------- | ----- | --------------- |
|                         | Partido Social Democrata          | 1 354 | 44,63 / 100,00  |
|                         | Partido Socialista                | 687   | 22,64 / 100,00  |
|                         | Centro Democrático Social         | 393   | 12,95 / 100,00  |
|                         | Partido Renovador Democrático     | 159   | 5,24 / 100,00   |
|                         | Coligação Democrática Unitária    | 100   | 3,30 / 100,00   |
|                         | Partido Popular Monárquico        | 61    | 2,01 / 100,00   |
|                         | Partido da Democracia Cristã      | 33    | 1,09 / 100,00   |
|                         | Partido Socialista Revolucionário | 31    | 1,02 / 100,00   |
|                         | Outros (com menos de 1,00%)       | 65    | 2,14 / 100,00   |
| Votos Inválidos         | Votos Inválidos                   | 151   | 4,98 / 100,00   |
| Total                   | Total                             | 3 034 | 100,00 / 100,00 |
| Eleitorado/Participação | Eleitorado/Participação           | 3 924 | 77,32 / 100,00  |

### Tomar
| Partido                 | Partido                        | Votos  | %               |
| ----------------------- | ------------------------------ | ------ | --------------- |
|                         | Partido Social Democrata       | 11 913 | 43,78 / 100,00  |
|                         | Partido Socialista             | 5 714  | 21,00 / 100,00  |
|                         | Centro Democrático Social      | 4 635  | 17,03 / 100,00  |
|                         | Partido Renovador Democrático  | 1 272  | 4,67 / 100,00   |
|                         | Coligação Democrática Unitária | 1 250  | 4,59 / 100,00   |
|                         | Partido Popular Monárquico     | 641    | 2,36 / 100,00   |
|                         | Outros (com menos de 1,00%)    | 853    | 3,13 / 100,00   |
| Votos Inválidos         | Votos Inválidos                | 932    | 3,43 / 100,00   |
| Total                   | Total                          | 27 210 | 100,00 / 100,00 |
| Eleitorado/Participação | Eleitorado/Participação        | 37 815 | 71,96 / 100,00  |

### Torres Novas
| Partido                 | Partido                        | Votos  | %               |
| ----------------------- | ------------------------------ | ------ | --------------- |
|                         | Partido Social Democrata       | 7 819  | 35,89 / 100,00  |
|                         | Partido Socialista             | 5 756  | 26,42 / 100,00  |
|                         | Centro Democrático Social      | 2 568  | 11,79 / 100,00  |
|                         | Coligação Democrática Unitária | 2 340  | 10,74 / 100,00  |
|                         | Partido Renovador Democrático  | 1 310  | 6,01 / 100,00   |
|                         | Partido Popular Monárquico     | 453    | 2,08 / 100,00   |
|                         | Outros (com menos de 1,00%)    | 834    | 3,83 / 100,00   |
| Votos Inválidos         | Votos Inválidos                | 704    | 3,23 / 100,00   |
| Total                   | Total                          | 21 784 | 100,00 / 100,00 |
| Eleitorado/Participação | Eleitorado/Participação        | 30 783 | 70,77 / 100,00  |

### Vila Nova da Barquinha
| Partido                 | Partido                        | Votos | %               |
| ----------------------- | ------------------------------ | ----- | --------------- |
|                         | Partido Social Democrata       | 1 570 | 33,45 / 100,00  |
|                         | Partido Socialista             | 1 234 | 26,29 / 100,00  |
|                         | Partido Renovador Democrático  | 549   | 11,70 / 100,00  |
|                         | Centro Democrático Social      | 522   | 11,12 / 100,00  |
|                         | Coligação Democrática Unitária | 377   | 8,03 / 100,00   |
|                         | Partido Popular Monárquico     | 137   | 2,92 / 100,00   |
|                         | União Democrática Popular      | 54    | 1,15 / 100,00   |
|                         | Outros (com menos de 1,00%)    | 130   | 2,77 / 100,00   |
| Votos Inválidos         | Votos Inválidos                | 120   | 2,56 / 100,00   |
| Total                   | Total                          | 4 693 | 100,00 / 100,00 |
| Eleitorado/Participação | Eleitorado/Participação        | 6 340 | 74,02 / 100,00  |